# Attenberg
Attenberg è un film del 2010 diretto da Athina Rachel Tsangari.
Il film è stato presentato in concorso alla 67ª Mostra internazionale d'arte cinematografica di Venezia, dove l'attrice Ariane Labed ha vinto la Coppa Volpi per la migliore interpretazione femminile. Il film è stato selezionato per rappresentare la Grecia come miglior film straniero ai premi Oscar 2012.

## Trama
Marina, una ragazza ventitreenne sessualmente inesperta, vive con il padre Spyros, contemplativo architetto malato terminale di cancro, in una città industriale sul mare dove lavora nell'acciaieria locale.
Incapace di relazionarsi con gli uomini, vive la sua vita attraverso i documentari sulla fauna selvatica di David Attenborough, le canzoni dei Suicide e le lezioni di educazione sessuale date dalla sua migliore amica Bella.
Quando un ingegnere inizia un corso di lavoro presso l'acciaieria, Marina ha il suo primo rapporto sessuale con lui, pur restando molto introversa. Mentre Spyros si avvicina alla morte, Marina chiede a Bella di dormire con suo padre, come ultimo favore a un uomo che sta morendo, oltre che per evitare che anche lei vada a letto con l'ingegnere. Bella accontenta Marina, che nel frattempo inizia una relazione sessuale con l'ingegnere.
Il film termina con la morte di Spyros, e con Marina e Bella che spargono le sue ceneri in mare.

## Riconoscimenti
- 2010 - Mostra internazionale d'arte cinematografica
  - Coppa Volpi per la migliore interpretazione femminile a Ariane Labed
  - In competizione per il Leone d'oro al miglior film